# Grundsatz der Wesentlichkeit im Rahmen der Unabhängigkeit des Abschlussprüfers
Der Grundsatz der Wesentlichkeit im Rahmen der Unabhängigkeit des Abschlussprüfers diskutiert den möglichen Zielkonflikt eines Abschlussprüfers aufgrund seiner Tätigkeit als Prüfer des Jahresabschlusses und finanzieller Kennzahlen eines Unternehmens sowie möglicher paralleler Beratungsdienstleistungen.

## Hintergrund
Ein Abschlussprüfer soll ein eigenständiges und objektives Urteil zu einem geprüften Abschluss abgeben. Dies setzt insbesondere voraus, dass er unabhängig ist, d. h. frei von jeglichen Bindungen zu dem zu prüfenden Unternehmen. Dabei können vor allem Beratungsaufträge, aber auch weitere Aufträge mit Bezug zum einer Prüfung unterliegenden Abschluss die Befürchtung begründen, dass der Abschlussprüfer damit in Zusammenhang stehende mögliche oder tatsächliche Fehler entweder bewusst verschweigt oder nicht erst erkennt.
Vor diesem Hintergrund gibt es gesetzliche Regelungen, nach denen Wirtschaftsprüfer von der Abschlussprüfung ausgeschlossen sind, wenn Zweifel an der Unabhängigkeit bestehen. Dabei kann es unterschiedliche Regelungen für bestimmte Unternehmen geben, die beispielsweise nach Größenkriterien oder dem betriebenen Geschäft unterscheiden. In Europa werden engere Vorgaben für Unternehmen von öffentlichem Interesse definiert, unter die kapitalmarktorientierte Unternehmen oder Finanzdienstleister wir Banken oder Versicherer fallen. Für sonstige, insbesondere mittelständische oder eigentümergeführte Unternehmen sind entsprechend weitere Dienstleistungen möglich. Dabei gilt mit dem sogenannten „fee cap“ eine fixe Wesentlichkeitsgrenze für Unternehmen von öffentlichem Interesse. Dieser legt fest, dass die Gesamthonorare für erlaubte Nichtprüfungsleistungen des Abschlussprüfers auf maximal 70 % des Durchschnitts der in den letzten drei aufeinanderfolgenden Geschäftsjahren an den Abschlussprüfer oder die Prüfungsgesellschaft für die Abschlussprüfung durchschnittlich gezahlten Honorare begrenzt werden. Dabei obliegt dem Audit Committee eines Unternehmens die Überwachung der Einhaltung dieser Grenze.
In Folge des Wirecardskandals hat der deutsche Gesetzgeber über das im Sommer 2021 in Kraft getretene Gesetz zur Stärkung der Finanzmarktintegrität zudem entsprechende Regelungen bezüglich der Unabhängigkeit verstärkt und präzisiert.